# 第七世哲布尊丹巴呼图克图
哲布尊丹巴·阿旺曲吉旺楚欽列嘉錯（藏語：ངག་དབང་ཆོས་ཀྱི་དབང་ཕྱུག་འཕྲིན་ལས་རྒྱ་མཚོ，威利转写：ngag dbang chos kyi dbang phyug 'phrin las rgya mtsho；1850年—1868年12月26日），第七世哲布尊丹巴呼图克图，外蒙古藏传佛教的主要活佛。加上佛教传说的十五世，又称二十二世。
出身藏族，拉萨附近俗人米谷玛耳的儿子。第六世哲布尊丹巴呼图克图入寂后，报知西藏，咸丰元年（1851年），七世班禅金瓶掣定。咸丰四年（1854年）从甘丹寺绰尔济喇嘛受格宁戒和出离戒。咸丰五年（1855年）被喀尔喀派人迎到库伦就法座。到了十二岁，开始研习经典，修戒律。长大后，因为左右不得其人，所以日夜沉迷酒色。1863年，在库伦办事大臣车臣汗阿爾塔什達父子谄媚挑唆下，他不事宗教，专好打猎，嗜好烟酒，拒绝入藏受戒。1868年到土音德伦河例祭，回来时发病，十二月（1869年1月）入寂，在库伦甘丹寺供奉龛座。